# Sophie Moone

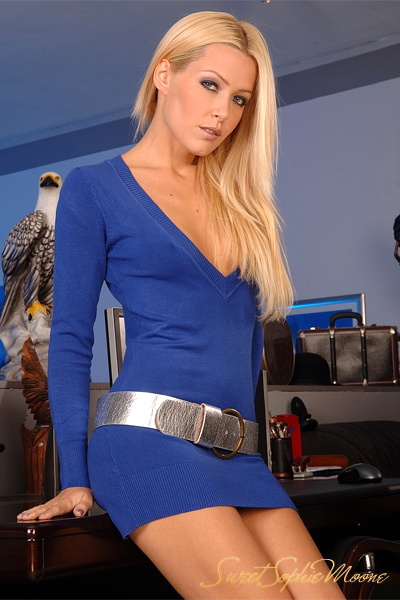
Sophie Moone

Sophie Moone, bürgerlich Renáta Somossy (* 24. Dezember 1981 in Budapest), ist ein ungarisches Fotomodell und eine ehemalige Pornodarstellerin.

## Karriere

### Allgemein
Im Laufe ihrer Karriere hat Sophie Moone ab ihrem Einstieg in die Branche im Jahr 2000 mit einer Reihe bekannter Produktions- und Distributionsgesellschaften sowie Regisseuren zusammengearbeitet, darunter 21Sextury, Hustler Video, Jules Jordan, Ninn Worx, Private, Video Marc Dorcel, Viv Thomas und Wicked Pictures. Dabei existieren nur in ihren ersten Jahren einige Szenen, die sie bei heterosexuellen Handlungen zeigen – darunter Adventures of Peeping Tom 37 (2003) und Pick Up Lines #82 (2004) als die beiden einzigen dokumentierten Aufnahmen von Analverkehr. Ansonsten ist sie vorrangig bei lesbischen Handlungen (143 von 167 bei der IAFD dokumentierte Filme) sowie ein paar Soloszenen zu sehen. Die IAFD listet knapp 100 Darstellerinnen, mit denen Sophie Moone gedreht hat, darunter insbesondere Zsanett Égerházi sowie in geringerem Umfang u. a. auch Sandra Shine, Anetta Keys und Aletta Ocean.
Bei einigen ihrer Produktionen ist Moone an prominenter Stelle als Covergirl abgebildet, ab 2004 folgte außerdem eine Reihe Filme, bei denen sie außerdem als Namensgeberin fungiert. Bei zwei Streifen führte sie dabei auch Regie: Our Movie by Sophie & Stella und Sex with Sophie Moone (beide 2006).
Im Jahr 2006 war sie eines der Models, das die französische Bekleidungsmarke Shai für eine pornografisch angehauchte Online-Kampagne engagierte, die neben dem eigentlichen Zielmarkt Frankreich auch für Medieninteresse u. a. in Deutschland und Italien sorgte. Als Model hatte sie zudem über ein Dutzend Pictorials in bzw. Titelseiten von Zeitschriften.
Im Januar 2009 erklärte sie in ihrem Blog ihren Rückzug aus der Branche, um sich ein anderes, nicht näher definiertes Standbein aufzubauen. Nach etwas mehr als einem Jahr Pause meldete sie an gleicher Stelle ihre Rückkehr und die Wiederinbetriebnahme ihrer Website sweetsophiemoone.com mit Hilfe von 21Sextury.
Laut einschlägiger Datenbanken wie der IAFD beendete sie ihre pornographische Laufbahn im Jahr 2015.

### Rezeption
In Real Sex Magazine 30 aus dem Jahr 2000, einem der frühesten Werke ihres filmischen Schaffens, hat Sophie Moone lediglich eine Masturbationsszene. Der Rezensent von adultdvdtalk hält diesen Teil zwar „grundsätzlich für ok, aber auch einen schwachen Abschluss der DVD“ (englisch „It’s an okay scene but a fairly weak ending to the feature.“). Eine gegensätzliche Haltung nimmt in dem gleichen Medium Rezensent saki ein, der die Szene für „good eye candy“ hält.
Im filmischen Schaffen von Moone nimmt My Dear Sophie Moone aus dem Jahr 2005 eine Ausnahmestellung ein: Der Film konzentriert sich für rund zweieinhalb Stunden darauf, ausschließlich die Akteurin in acht Masturbationsszenen zu zeigen. In einer Besprechung werden u. a. „ihr natürlicher Körper, ihre unglaubliche Schönheit und ihr anbetungswürdiger Hintern“ hervorgehoben.
Als eine der beiden titelgebende Darstellerinnen von Our Movie by Sophie & Stella ist Sophie Moone gemeinsam mit Stella Stevens und Sandra Shine lediglich in der letzten Szene des Streifens zu sehen. Für den Rezensenten von adultdvdtalk spielt das aber keine Rolle. Vielmehr betont er das natürliche Zusammenspiel des Trios, „welches das Gefühl vermittele, die drei hätten unabhängig von der Anwesenheit einer Kamera zueinander gefunden“ (englisch „the scenes had the feel that the girls would have been doing this regardless of whether or not the camera was there“).
In Sophiesticated aus dem Jahr 2007 ist Sophie Moone als Titelheldin in allen sechs Sexszenen zu sehen. Bei der Besprechung als Gesamtwerk wird u. a. betont, dass dieser Film auch für den partnerschaftlichen Genuss geeignet sei. Explizit auf Sophie Moone bezogen lautet das Verdikt u. a., dass die Schönheit ihres Hinterns lediglich von ihrem Gesicht übertroffen werde (englisch „The only thing that surpasses the beauty of her ass is Sophie’s face“) und Sophie Moone glaubwürdig vermittele, dass sie sich beim Liebesspiel für die anderen Darstellerinnen interessiere (englisch „Sophie especially seems to truly care about how much pleasure she is providing for the other girls“).

### Awards
- AVN Award 2004: Nominierung „Best Sex Scene in a Foreign-Shot Production“ (The Girls of Desire)[14]
- Babe Of The Year 2007: „Best Lesbian Performer“, „Best Lesbian Scene“ (gemeinsam mit Zafira)[15]
- XBIZ Award 2012: Nominierung „Foreign Female Performer of the Year“[16]
(die auf der IAFD für 2014 behauptete XBIZ-Nominierung[17] ging tatsächlich an Sweet Sophie)[18]

## Trivia
Im Jahr 2016 veröffentlichte die Band Devilment, bei der Dani Filth von Cradle of Filth singt, das Album „II – The Mephisto Waltzes“. Darauf ist u. a. der Song „Shine On Sophie Moone“ enthalten. Aus dem Text lässt sich jedoch kein direkter Bezug zur Darstellerin interpretieren.

## Filmografie (Auswahl)

### Als Darstellerin
Namensgeberin
- Bubblegirls: Sophie Moone (2004)
- Sophie Volume 1 – Superglam.com Girls (2004)
- My Dear Sophie Moone (2005)
- Sophie's Wet Dreams (2005)
- KBitches Vol. 7: Sophie & Friends (2006)
- Our Movie by Sophie & Stella (2006)
- Sophie: Pornochic 11 (2006)
- Sex with Sophie Moone (2006)
- Secrets by Sophie Moone (2007)
- Sophiesticated (2007)
- Moone Light (2008)
- Sweeter by Sophie Moone (2008)
- Teaching Sophie Moone (2011)

Covermodel
- No Man’s Land European Edition 3 (2001)
- No Man's Land European Edition 6 (2006)
- Girls on Girls 2 (2004)
- Footsie Babes (2005)
- 21Sextury-X-Mas Event (2006)
- Sex Secrets (2007)
- Exxxtraordinary Eurobabes 5 (2008)
- Give Me Pink (2008)
- Sticky Fingers (2008)
- Budapest (2010)
- An XXXmas Sextravaganza – Dreaming Of A White Cumshot (2010)
- Lesbian Secrets – No Boys Allowed (2011)

Sonstige
- 8mm 2 – Hölle aus Samt (2005, ohne Namensnennung)[21]
- Fem Dolce (2005)
- Only Blue Can Make Me Happy (2006, Dokumentation)
- Russian Institute – Lesson 6 (2006)
- Cockaine (2007)
- Downward Spiral (2008)
- In Command (2008)
- I Eat Pussy (2011)
- Women Seeking Women 110 (2014, Non-Sex)

### Als Regisseurin
- Our Movie by Sophie & Stella (2006)
- Sex with Sophie Moone (2006)